# 半田保険金殺人事件
半田保険金殺人事件（はんだほけんきんさつじんじけん）は、1979年（昭和54年）11月から1983年（昭和58年）12月にかけて日本の愛知県半田市などで相次いで発生した3件の連続殺人事件。3事件のうち1件目と2件目は保険金殺人事件であり、3件目は強盗殺人事件である。
ガソリンスタンド店員の男T（第一審判決当時35歳、愛知県知多市在住）と塗装工の男I（同43歳、半田市在住）の2人が中心となり、生命保険金や借金の返済逃れを目的に男性3人を相次いで殺害した。2人はいずれも殺人罪・強盗殺人罪・詐欺罪などに問われ、Iは1987年（昭和62年）に名古屋高裁で、Tは1993年（平成5年）に最高裁でそれぞれ死刑判決が確定し、前者は1998年（平成10年）11月19日に、後者も2001年（平成13年）12月27日にそれぞれ名古屋拘置所で死刑を執行されている。また2件目の保険金殺人事件には別の男1人も関与しており、懲役14年の判決を言い渡されている。

## 事件
男Tは事件前に板金業を営んでおり、Iを従業員として雇っていたが、1980年（昭和55年）暮れに倒産し、1982年（昭和57年）暮れからは無許可でトラック運送業（白トラ）を経営していた。また、B事件に加担したMはTの十数年来の友人だった。

### A事件
TとIは、Tの知人である愛知県知多郡阿久比町の織布工男性A（当時20歳）に2000万円の生命保険を掛けた。
1979年11月18日夜、2人は「カニ網揚げのアルバイトがある」とAを誘い出してIの釣り船に乗せ、19日0時ごろに知多半島の衣浦港沖、もしくは武豊港沖で、Aを海に突き落として水死させたが、警察が自殺として処理したため保険金は得られなかった（殺人罪）。

### B事件
1983年1月、2人は知多市のスナック経営者の男M（第一審判決当時34歳）を加えた3人で共謀。同月18日、当時運送業を営んでいたTは、使用人だった自動車運転手の男性B（当時30歳）に、Tを受取人とした2000万円の簡易郵便保険をかけた。MはBの元同僚で、B殺害のためにTとIによって犯行に加担させられた。
そして同月24日0時30分ごろ、京都府相楽郡加茂町銭司（現：木津川市加茂町銭司）の空き地（国道163号脇）で、Iが隠し持っていた長さ約30cmの鉄棒を用い、Bを撲殺した。IとMは死体をトラックの助手席に乗せ、殺害現場から約6 km離れた山城町上狛（現：木津川市山城町上狛）でトラックごと道路下に転落させた。
かくしてTはBが交通事故死したかのように偽装し、同月23日、郵政省岐阜地方簡易保険局長からBを被保険者とする死亡保険金2000万円を詐取した（殺人罪・死体遺棄罪・詐欺罪）。詐取した保険金はTが1280万円、Iが500万円、Mが220万円を分配した。

### C事件
Iは同年11月、レジャー用の釣り船を購入した。同年12月25日、TとIは借金をしていた相手である半田市の金融業男性C（当時39歳）から、所持金品を強取するとともに債務の履行を免れる目的で、Cを言葉巧みに誘い出した上で、鉄棒で重傷を負わせ、Iの釣り船でCを沖合まで運んだ上で撲殺した。そしてCの遺体に錨などをつけ、海中に沈めて遺棄した（強盗殺人罪・死体遺棄罪）。Tは板金業時代の1979年から1980年ごろにかけ、手広く小口の金貸しをしていたCから借金して以降、度々Cから借金しており、TとIは当時、Cからそれぞれ320万円と65万円を借金していた。Cは高校卒業後、家業の織布業を手伝っていたが、事件数年前に不況のため倒産してからは暴力団事務所に出入りしたり、市内の製鉄会社の下請け作業員として働いたりしていた。

### 事件解決
1984年（昭和59年）4月16日夕方、半田市川崎町一丁目9号地沖の衣浦港で、地元の漁業関係者が首にロープを巻かれ、ロープの先に小型の錨3個を結びつけられた男性の死体を発見して衣浦海上保安庁に連絡、一連の事件が発覚するきっかけとなった。遺体は17日に収容され、愛知県警察の捜査一課と半田警察署が遺体を司法解剖した結果、死因は頭蓋骨内損傷と判明したほか、頭部数か所にハンマー様の物で殴られ骨折した跡があったため、県警は殺人事件と断定して捜査本部を設置した。また、遺体には錨以外に錘として船のバッテリーも取り付けられていた一方、Iの釣り船が借金の担保として差し押さえられた際には錨やバッテリーがなくなっており、これも後にIの関与が判明するきっかけとなった。遺体は体格、着衣、人相、歯型などからCと断定された。一方で当時は、自殺の動機が見当たらず、彼が住んでいた勤務先の寮を出る1時間前、勤務先の工場に男の声で不審な呼び出し電話がかかるなど不審点がみられていたものの、Tらの犯行と解明されるまでには至っていなかった。
県警が捜査四課も含めて、Cの交友関係について捜査したところ、Cと親交を有していたT・Iの2人について、交通事故を装って人を殺し、捨てたという噂があるという情報が得られたため、同年5月2日、T・I・Mの3人に出頭を求めて追及したところ、B事件について自供したため、同日深夜には3人を殺人・死体遺棄容疑で逮捕した。またT・Iの2人がCから多額の借金をしており、執拗に返済を迫られていたことに加え、Cの遺体に錘としてついていた錨とバッテリーがIの釣り船にあったものであることが判明、2人は捜査本部から追及を受けた末、C殺害も自供した。さらに事件前後に複数のサラ金などから借金を重ね、返済に窮していたことや、B以外にも知人の運転手ら複数人に保険金をかけていた事実が判明、捜査本部がT・Iの2人を追及したところ、2人はAも殺害したことを自供した。

## 刑事裁判
3人は殺人罪・強盗殺人罪などの被告人として起訴された。3事件のうちB事件に関する刑事裁判の第一審初公判は同年7月2日、名古屋地裁刑事第2部（河合長志裁判長）で開かれ、3被告人はいずれも罪状認否で起訴事実を全面的に認めた。T・Iの両被告人は当時、A・Cの両事件についてはまだ起訴されていなかったが、C事件については前月（6月）に愛知県警察から名古屋地方検察庁へ追送検され、名古屋地検はこの公判から数日後に1件を、8月を目処にもう1件を追起訴する方針と述べており、後に両事件とも追起訴された。同年8月1日に開かれた第2回公判からC事件に関する審理も併合して開始され、同事件で起訴されたT・Iの両被告人は起訴事実を認めたが、Tの弁護人は犯行動機は借金の踏み倒しではなく、Tは事件は前に借金を法定利息分も含めて全額返済していたにもかかわらず、Cが月に3、4割の高利を吹っかけてきたためであるとして、強盗罪を否認した。その後、3被告人は罪状を大筋で認めていた。
1985年（昭和60年）9月25日の論告求刑公判で、検察官は3事件すべてに関与したTとIの2被告人に死刑、B事件のみに関与した被告人Mに懲役18年をそれぞれ求刑した。検察官は犯行の計画性が高い点、結果の重大性や残虐性などを主張したほか、Tらが1979年の豊橋連続保険金殺人事件を模倣したように、保険金殺人は模倣性が強い犯罪であることを指摘し、犯罪予防の面からも量刑を検討すべきであると主張した。その上でTとIについては3件の殺人事件以外にも、不起訴ながら車の物損事故を装った保険金詐取事件（1978年2月）、7件の対物保険金詐取を起こしており、また着手直前に中止したが銀行強盗も計画していたことを情状として挙げ、犯罪常習性が強く矯正の余地はないと訴えた。3被告人の弁護人による最終弁論は同年11月1日に行われた。
名古屋地裁刑事第2部（鈴木雄八郎裁判長）は1985年（昭和60年）12月2日の第一審判決公判で、T・Iの両被告人を求刑通り死刑、被告人Mを懲役14年とする有罪判決を言い渡した。同地裁はTを首謀者、Iを殺害の実行行為者と位置づけたが、2人の刑事責任に差はないと認定し、Mについても従属的な役割にとどまっていたわけではないと認定した。名古屋地裁で戦後、複数人の被告人に同時に死刑判決が言い渡された事例は、この判決が3例目だった。死刑を言い渡された被告人Tは閉廷直後に控訴し、Iも後に控訴した。一方でMは控訴せず、懲役14年の刑が確定した。
Tは死刑確定前、キリスト教に入信してクリスチャンの支援者と文通するなどしていた。また、聖書に記された箇所を何枚ものイラストに書き起こしていた。
控訴審では被告人1人につき、国選弁護人が各2人選任される異例の訴訟指揮が執られた。初公判は1986年（昭和61年）11月20日に名古屋高裁（山本卓裁判長）で開かれ、弁護人らはTらの犯行について、悪徳金融業者によって雪だるま式に借金が増えたことが動機であり、その意味では同情できる面もあるにもかかわらず、原判決は情状を正当に評価しておらず、犯行時に抱えていたとされる借金の計算方法にも事実誤認があると訴えた。1987年（昭和62年）3月31日、T・Iの2被告人は名古屋高裁刑事第1部（山本卓裁判長）で控訴棄却の判決を言い渡された。Iは上告せず、同年4月15日付で死刑が確定した。戦後、この時点までに死刑が確定した600人近くの死刑確定者のほとんどは上告審まで争っており、上告審判決を経ずに死刑が確定した事例は珍しいとされる。
Tは無期懲役への減軽を求めて最高裁へ上告したが、1993年（平成5年）9月21日に最高裁第三小法廷（園部逸夫裁判長）で上告棄却の判決を言い渡され、同年10月12日付でTの死刑が確定した。なお、Tは同判決時点で「H」姓に改姓しており、死刑執行時の時点もその「H」姓だった。この判決自体は5裁判官の全員一致の結論だったが、最高裁判事の大野正男が13ページにおよぶ異例の長文の補足意見を付している。大野は死刑制度を合憲と判断した1948年（昭和23年）の大法廷判決における島保ら3裁判官の補充意見を踏まえ、同判決から45年が経過した間に死刑廃止国が増加し、1989年の国連総会第44通常会期で死刑廃止を目的とする「市民的及び政治的権利に関する国際規約第二選択議定書」（いわゆる「死刑廃止条約」）が採択されたことを踏まえ、大法廷判決当時とは異なり、「多くの文化国家においては、国家が刑罰として国民の生命を奪う死刑が次第に人間の尊厳にふさわしくない制度と評価されるようになり、また社会の一般予防にとって不可欠な制度とは考えられなくなってきたことを示す証左であろう。」と評した。また45年間で4人の死刑確定者が再審の結果無罪となった（免田事件・財田川事件・松山事件・島田事件）ことから、死刑制度が日本国憲法第36条で禁じられた「残虐な刑罰」に当たると評価される余地は「著しく増大したということができる。」とも評した一方、補充意見では「ある刑罰が残虐であるかどうかの判断は国民感情によって定まる問題である。」と評されていることなどを踏まえ、死刑制度に対する日本国民の意識はこの40年近くにわたってもほとんど変化が見られず、一貫して大多数が死刑の存置を支持していることや、「死刑廃止を基本的に支持する者の中でも、即時全面廃止を支持する者は少なく、その多くは死刑の漸次的廃止を支持しているとみられる」ことを指摘した。また1948年以降、（特に昭和40年代半ば以降は顕著に）死刑判決の言い渡し件数が減少を続けており、その理由は凶悪犯罪が減少していることに加え、死刑の適用基準が極めて厳格化してきたためであると指摘されていること、最高裁も1983年にいわゆる「永山事件」第一次上告審判決で死刑が適用される場合の一般的基準を示していることを挙げ、「裁判所は死刑を極めて限定的にしか適用していないが、なおその厳格な基準によっても死刑の言渡しをせざるを得ない少数の事件が存在している」という現状を指摘した一方で、「死刑の廃止に向かいつつある国際的動向と、その存続を支持する我が国民の意識とが、このまま大きな隔たりを持ち続けることは好ましいことではないであろう。」として、その間の整合を図るための手段としては様々な立法的施策（死刑執行の一定期間停止など）が考えられるが、それは立法府に委ねるべきであるとも評し、最終的には「今日の時点において死刑を罪刑の均衡を失した過剰な刑罰であって憲法に反すると断ずるには至らず、その存廃及び改善の方法は立法府にゆだね、裁判所としては、前記のように死刑を厳格な基準の下に、誠にやむを得ない場合にのみ限定的に適用していくのが適当であると考えるものである。」と結論付けている。

## 死刑執行
かくしてIとTはそれぞれ死刑確定者（死刑囚）となり、Iは1998年（平成10年）11月19日に名古屋拘置所で死刑を執行された（56歳没）。当時の法務大臣は中村正三郎で、戦後の日本では同一事件で死刑が確定した共犯の死刑確定者は同時に死刑を執行するという慣例があったが（後述）、この時は死刑確定から11年7か月が経過していたIのみが死刑を執行され、死刑確定から約5年2か月が経過していたTは死刑執行を免れた。同日には名古屋拘置所で別の死刑確定者1人（日建土木保険金殺人事件の犯人の1人）にも死刑が執行され、また広島拘置所でも泰州くん誘拐殺人事件の死刑確定者が死刑を執行されている。
Tについては死刑確定後、2件目の事件の被害者である男性Bの兄と母親が名古屋拘置所長宛に減刑嘆願書を提出しており、またBの兄は2001年（平成13年）4月18日に法務大臣の高村正彦と面会して死刑執行の中止を求めていたが、その訴えに反して同年12月27日、Tも名古屋拘置所で死刑を執行された（51歳没）。当時の法務大臣は森山眞弓で、同日には東京拘置所でも練馬一家5人殺害事件の死刑確定者が死刑を執行されている。当時の死刑確定者は58人いたが、死刑確定が古い順で言えばTは24番目、練馬一家5人殺害事件の死刑確定者は31番目の死刑確定者だった。彼ら2人は戦後616番目、および617番目に死刑を執行された死刑確定者である。

## その他
戦後の日本では、同一事件で複数人の死刑が確定した場合、その事件で共犯関係にある死刑確定者（死刑囚）に対してはいずれも同時に死刑を執行するという慣例がある。これは共犯者のうち一部のみが死刑を執行され、別の共犯が死刑執行を免れれば不公平になるという考えや、逆に残された共犯が不安に駆られて自殺することを阻止する目的があるためとされているが、1998年11月にIのみが死刑を執行され、Tはそれから約3年後の2001年12月に死刑を執行された。このように同一事件の共犯者が別々の時期に死刑を執行されることは異例であるが、村野薫はIについて、控訴審判決に対し上告することなく死刑確定を受け入れ、家族との面会もなく、弁護人も国選だったため死刑確定後は外部との交流が一切なく、死刑を執行しやすかったと指摘している。一方でTについては、被害者の1人であるBの兄らが死刑を望まず、Tの恩赦を求める上申書を提出するなどしていたため、Iが死刑を執行された1998年11月の時点では死刑執行は見送られたが、後にBの兄が死刑反対運動に積極的に参加したり、法務大臣にIの死刑を執行しないよう直接上申書を提出したりするなど発言を強めていたことから、「被害者感情」「国民感情」を死刑制度存続の拠り所としてきた法務・検察当局にとって都合が悪くなったことや、時を同じくして欧州評議会がオブザーバー国にして死刑存置国家でもある日本・アメリカ合衆国両政府に対し、2003年（平成15年）1月までに死刑執行を停止するなどの措置を求める決議を出したり、日本国内でも超党派の議員連盟が死刑廃止の活動を活発化させたりするなどの動向があったりしたことから、法務・検察当局は死刑制度を存続せんとする強い意思を表明する目的でTを執行対象に選んだのだろうと指摘している。
Bの兄である原田正治は、第一審判決の時点では死刑を「当然の刑」と述べていたが、Tの死刑が確定する直前や、確定後に拘置所の特別の計らいでTに面会し、それを通じ死刑を望まなくなった、と語っている。原田はTの死刑執行後、犯罪被害者の救済支援の充実の必要性や、死刑確定者との面会の自由を認めてほしい旨などを訴え、講演活動などを行っている。

## 関連書籍
- 大塚公子『その日はいつなのか－。死刑囚 長谷川敏彦の叫び』角川書店〈角川文庫〉、2001年12月1日。
- 原田正治『弟を殺した彼と、僕。』ポプラ社、2004年8月1日。 - 被害者Bの兄が執筆した手記。